# 狭山神社
狭山神社（さやまじんじゃ）は、大阪府大阪狭山市の狭山池の近くにある神社。式内社で、旧社格は郷社。
狭山神社の境内摂社である狭山堤神社（さやまつつみじんじゃ）についても、本記事で記述する。

## 祭神
天照皇大神と素盞嗚命を主祭神とし、臣狭山命（狭山連の祖神）・天児屋根命を配祀する。また、明治の神社合祀により大山祇神・稲田姫命を合せ祀る。
『神社要録』『河内国式神私考』『河内国式内社目録稿本』では臣狭山命を主神としている。室町時代ごろから江戸時代までは「牛頭天王社」とも称していた。

## 歴史
創建の年代は不詳であるが、崇神天皇の勅願により、狭山池の築造以前に創建されたという伝承がある。延喜式神名帳では、近隣の狭山堤神社（現 当社摂社）とともに大社に列格している。南北朝時代、当地は南北両軍の激戦地となり、たびたび兵火にかかった。現在の社殿は室町時代中期の明応2年の再建と推定されている。
明治5年（1872年）に郷社に列格し、明治40年1月に神饌幣帛料供進社に指定された。同年12月26日、字明神山にあった村社狭山堤神社を合祀した。また、明治40年には八雲神社（祭神 素盞嗚命）、明治42年には村社狭間神社（祭神 稲田姫命・大山祇神）を合祀した。

## 摂末社
狭山神社は大阪みどりの百選の一つに選ばれている。
- 末社 埴土社（埴安姫大神・大歳神）
- 末社 岐社（伊弉諾命・塞神）
- 摂社 戎神社（事代主大神） - 元 村社狭間神社の摂社
- 末社 岳主社（大山祇神・猿田彦大神）
- 摂社 堤神社（入色入彦命） - 元 式内・狭山堤神社
- 末社 足玉社（大国主命・天児屋根命）
- 末社 水本社（瀬織津姫命・高龗神）
- 摂社 稲荷神社（宇賀御魂神） - 明治35年に村社宇賀御魂神社として創建。明治42年に合祀

## 狭山堤神社
狭山堤神社（さやまつつみじんじゃ）は、狭山神社の境内摂社である。式内社で、狭山神社合祀以前の社格は村社。
印色入日子命（五十瓊敷入彦命）を祀る。古事記・垂仁天皇記に「印色入日子命は、……狭山池を作り」とあり、狭山池の鎮守の神として印色入日子命を祀ったものである。『日本三代実録』によれば、貞観元年（859年）1月27日に従五位上の神階を授かった。延喜式神名帳では大社に列格している。
明治5年（1872年）、村社に列格した。明治40年（1907年）12月26日、郷社狭山神社に合祀され、同社の境内社となった。狭山神社拝殿に向かって左側にある。